# Jean Smart
Jean Elizabeth Smart, född 13 september 1951 i Seattle, är en amerikansk skådespelare.
Smart har genom sin karriär nominerats till tolv Emmy Awards varav hon vunnit sex: bland annat två gånger 2000 och 2001 för en gästroll i Frasier, 2008 för en biroll i Samantha Who? och vid tre tillfällen, 2021, 2022 och 2024, för huvudrollen som Deborah Vance i komedin Hacks. För rollen i Hacks har hon även tilldelats två Golden Globe Awards.

## Biografi

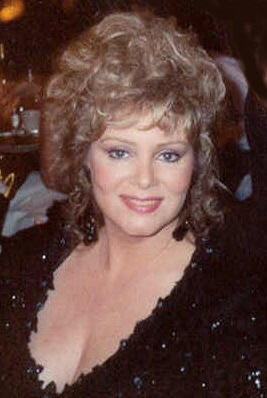
Jean Smart vid Emmygalan 1989.

Smart slog igenom med huvudrollen i sitcomserien Designing Women som hon spelade från 1986 till 1991. Hon har därefter uppmärksammats bland annat för sina insatser i Frasier (2000–2001), Samantha Who? (2007–2009), och Hacks (2021– ).
Smart har även stått på scen och debuterade på Broadway 1981 när hon porträtterade Marlene Dietrich i en pjäs om Édith Piaf. År 2000 nominerades hon till en Tony Award för bästa kvinnliga skådespelare i en pjäs för sin insats i The Man Who Came to Dinner.

## Privatliv
Under inspelningen av Designing Women lärde hon känna skådespelaren Richard Gilliland. Paret var gifta från 1987 fram till hans död 2021. De fick två söner tillsammans.

## Filmografi (i urval)

### Film
- 1992 – Overkill: The Aileen Wuornos Story
- 1993 – Den otroliga vandringen
- 2000 – The Kid
- 2000 – Snow Day
- 2002 – Sweet Home Alabama
- 2003 – Kim Possible: Tidsapan (röst)
- 2004 – Garden State
- 2005 – Kim Possible: Drypande Dramatiskt (röst)
- 2006 – Om du lyssnar noga (röst)
- 2009 – Youth in Revolt
- 2016 – The Accountant
- 2018 – A Simple Favor
- 2022 – Babylon

### TV
- 1986–1991 – Designing Women (TV-serie)
- 1994 – Scarlett (TV-serie)
- 2000–2001 – Frasier (TV-serie)
- 2000 – 2004 (TV-serie)
- 2002–2007 – Kim Possible (TV-serie) (röst)
- 2006–2007 – 24 (TV-serie)
- 2007–2009 – Samantha Who? (TV-serie)
- 2010–2011 – Hawaii Five-0 (TV-serie)
- 2015 – Fargo (TV-serie)
- 2018–2019 – Dirty John (TV-serie)
- 2021 – Mare of Easttown (TV-serie)
- 2021–2024 – Hacks (TV-serie)